# 尚特雷勒
尚特雷勒（法語：Chanterelle，法語發音：[ʃɑ̃tʁɛl] ⓘ）是法国康塔尔省的一个市镇，属于圣弗卢尔区。

## 地理
尚特雷勒（45°22'47"N, 2°48'51"E）面积19.72 平方千米，位于法国奥弗涅-罗讷-阿尔卑斯大区康塔爾省，该省份为法国中南部省份，位于法國中央高原中心，北起科雷兹省、上盧瓦爾省和多姆山省，西接洛特省和科雷兹省，南至阿韦龙省和洛特省，东临上盧瓦爾省和洛泽尔省。
与尚特雷勒接壤的市镇（或旧市镇、城区）包括：孔达、蒙格勒莱、埃格利斯讷沃-当特赖格、埃斯潘沙勒。

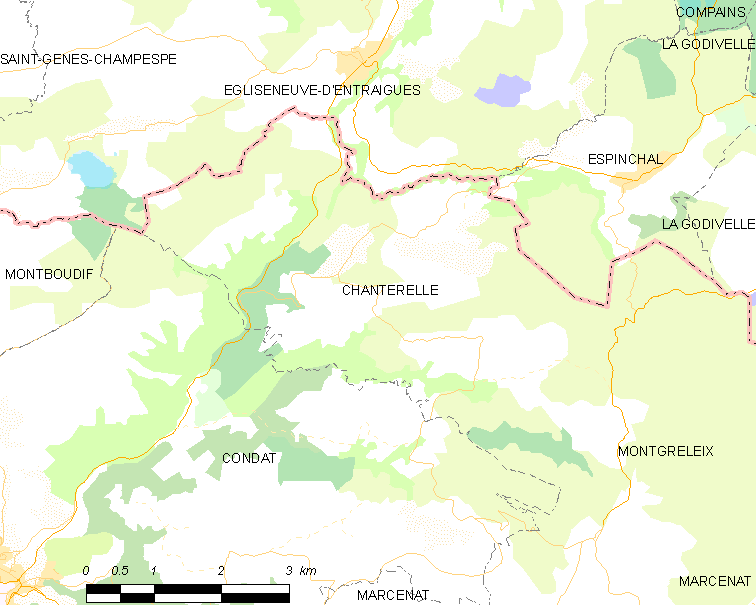
尚特雷勒的OSM定位图

尚特雷勒的时区为UTC+01:00、UTC+02:00（夏令时）。

## 行政
尚特雷勒的邮政编码为15190，INSEE市镇编码为15040。

## 政治
尚特雷勒所属的省级选区为里永埃斯蒙塔涅县。

## 人口

1962-2008年间尚特雷勒人口变化图示

尚特雷勒于2022年1月1日时的人口数量为99人。